# Saint-Étienne-sur-Blesle
Saint-Étienne-sur-Blesle is een gemeente in het Franse departement Haute-Loire (regio Auvergne-Rhône-Alpes) en telt 51 inwoners (2009). De plaats maakt deel uit van het arrondissement Brioude.

## Geografie
De oppervlakte van Saint-Étienne-sur-Blesle bedraagt 19,8 km², de bevolkingsdichtheid is dus 2,6 inwoners per km².
De onderstaande kaart toont de ligging van Saint-Étienne-sur-Blesle met de belangrijkste infrastructuur en aangrenzende gemeenten.

## Demografie
Onderstaande figuur toont het verloop van het inwonertal (bron: INSEE-tellingen).